# Norbert Madaras
Norbert Madaras (* 1. Dezember 1979 in Eger) ist ein ungarischer Wasserballer.  
Der 1,91 m große Angriffsspieler gehört seit 2003 zur Stammformation der ungarischen Nationalmannschaft. Er wurde 2003 Dritter bei der Europameisterschaft und gewann in Barcelona den Weltmeistertitel. In Athen bei den Olympischen Spielen 2004 wurde er Olympiasieger. 2005 gewann er Silber bei der Weltmeisterschaft. Auch bei der Europameisterschaft 2006 und der Weltmeisterschaft 2007 wurde er mit dem Team Zweiter und erhielt jeweils Silber. Bei den Olympischen Spielen 2008 gewannen die Ungarn das Finale gegen die Mannschaft aus den Vereinigten Staaten. Für Madaras war es der zweite Olympiasieg in Folge.
Nach den Olympischen Spielen 2004 wechselte er aus der ungarischen Profiliga, wo er für VASAS Budapest spielte, nach Italien. Von 2006 bis 2011 wurde er mit Pro Recco italienischer Meister und Pokalsieger.